# Мессиас, Жуниор
Жуниор Уолтер Мессиасс (порт. Júnior Walter Messias; 13 мая 1991, Ипатинга) — бразильский футболист, вингер итальянского клуба «Дженоа».

## Биография
О происхождении Жуниора Мессиаса известно лишь то, что он родился в городе Ипатинга, входящем в штат Минас-Жерайс. На молодёжном уровне выступал за «Крузейро».
В 2011 году вместе с женой и двумя детьми переехал из Бразилии в Турин, присоединившись к своему брату.
Мессиас начинал свою карьеру в низших, непрофессиональных итальянских дивизионах. В 2015 году присоединился к клубу «Казале», выступающему в Серии D, четвёртом по силе дивизионе чемпионата Италии.
В 2017 году присоединился к «Гоццано». По итогам первого сезона, 2017/18, клуб заслужил повышение в классе — переход в Серию C.
31 января 2019 Мессиас перешёл в итальянский «Кротоне», выступающий в Серии B, втором по силе дивизионе чемпионата Италии. По итогам сезона 2019/20 клуб пробился в элиту итальянского футбола, выйдя напрямую в Серию А.
31 августа 2021 года на правах аренды c правом выкупа перешёл в «Милан». 4 октября 2021 года дебютировал за «Милан» в Серии А, выйдя на замену в игре против «Аталанты» (3:2). 24 ноября 2021 года в гостевом матче Лиги чемпионов против «Атлетико Мадрид» бразилец принёс «Милану» победу, забив единственный мяч в конце игры (это был дебют Мессиаса в турнире).
7 июля 2022 перешел в Милан за 4.5 миллиона евро.
11 августа 2023 года на правах аренды присоединился к клубу «Дженоа».

## Достижения
«Гоццано»
- Чемпион Серии D: 2017/18 (группа A)

«Кьери»
- Обладатель Кубка Серии D: 2016/17

«Казале»
- Чемпион Эччеленцы: 2015/16 (группа B)

«Милан»
- Чемпион Италии: 2021/22